# L'uomo eterno
L'uomo eterno è un saggio storico dello scrittore inglese G. K. Chesterton, pubblicato per la prima volta nel 1925.
L'opera è suddivisa in due parti: L'uomo nella caverna e Dio nella caverna e tratta la storia dell'umanità prima e dopo Cristo. Pubblicata nel 1925, è una risposta al saggio Outline of History dello scrittore H. G. Wells che, partendo da una visione evoluzionista dell'uomo e della società umana, negava la divinità di Gesù, considerava il cristianesimo una religione come tante altre e l'uomo un animale come tanti altri. In Ortodossia, Chesterton aveva descritto il proprio cammino spirituale, mentre in quest'opera si propone di illustrare il cammino spirituale di tutta l'umanità e l'unicità di Cristo e della razza umana.

## Contenuto
Nell'introduzione al libro, lo scrittore afferma che il modo migliore per comprendere il cristianesimo è quello di restare all'interno di esso o di mettersi al di fuori; tuttavia, gli anticlericali e i critici del cristianesimo non sono né dentro né fuori, ma in una posizione neutra; essi partono da un'atmosfera di ostilità: non sono cristiani, ma nemmeno abbastanza lontani dal Cristianesimo da giudicarlo senza odio. Secondo Chesterton, infatti, il miglior giudice del cristianesimo, dopo un cristiano, è un uomo che si tenga lontano da esso, ad esempio un confuciano.
L'autore vuole dimostrare che il cristianesimo visto dall'esterno, osservato come si osserverebbe una pagoda corrisponde al cristianesimo conosciuto dall'interno.
Nella prima parte (L'uomo nella caverna), Chesterton sostiene che l'uomo è una rivoluzione, non un'evoluzione e mette in luce alcune delle caratteristiche che lo rendono unico, come la capacità di formulare un credo religioso o di realizzare opere d'arte: se l'uomo è solo un animale, si è costretti a concludere che si tratta di un animale insolito.
Dopo essersi soffermato sull'uomo preistorico (l'uomo delle caverne), l'autore continua la sua storia dell'umanità partendo dai due fatti che considera fondamentali nella storia dell'uomo: la famiglia, cellula attorno alla quale si forma lo Stato ed il peccato originale. Quest'ultimo, in particolare, spinge al culto dei demoni e in seguito al desiderio di rendersi accetti ai loro occhi. Da qui nasce la guerra tra dèi e demoni, simboleggiata dal conflitto tra Roma e Cartagine, in cui fu il paganesimo migliore a vincere.
La seconda parte, come la prima, inizia in una grotta, quella in cui Gesù nacque. La venuta di Cristo portò nel mondo la speranza; secondo Chesterton l'adempimento di tutti i desideri dell'uomo si trova in Cristo e nella Chiesa. Questa fu l'unica che combinò ragione e religione, esperienza naturale ed apertura al mistero. L'autore si sofferma sulla figura di Gesù e sull'interpretazione che di lui viene data: se Gesù è semplicemente un altro leader umano e il cristianesimo e la Chiesa sono semplicemente un'altra religione umana, si è costretti a concludere che egli era un leader insolito, i cui seguaci fondarono una religione bizzarra e insolita. L'affermazione secondo cui la figura di Cristo può essere paragonata a quella dei personaggi delle mitologie o che il cristianesimo può essere assimilato alle altre religioni, è una frase contraddetta dai fatti.

## Influsso culturale
La lettura de L'uomo eterno contribuì ad avvicinare lo scrittore Clive Staples Lewis al cristianesimo, tanto che arrivò a definire il libro La miglior opera di apologetica che conosca.

## Edizioni
- G.K.Chesterton, L'uomo eterno, Firenze, La Nuova Italia, 1930.
- G.K.Chesterton, L'uomo eterno, Catanzaro, Rubbettino, 2008, pp. 349, ISBN 9788849820720.